# 本庄市立本庄南中学校
本庄市立本庄南中学校（ほんじょうしりつほんじょうみなみちゅうがっこう）は、埼玉県本庄市緑3丁目13番1号にある公立中学校。
2025年現在で、児玉郡市内の公立中学校では生徒数が最も多い。略称は「南中（なんちゅう）」。

## 沿革
- 1983年（昭和58年）02月28日 - 校舎完成
- 1983年（昭和58年）04月01日 - 本庄東中学校・本庄西中学校の一部を北泉中学校と統合し本庄市立本庄南中学校として発足する。(生徒数1,056名)
- 1983年（昭和58年）12月23日 - 体育館完成
- 1984年（昭和59年）06月15日 - プール完成
- 1985年（昭和60年）03月22日 - 開校記念日を6月15日と決定する
- 1990年（平成02年）03月08日 - 校旗完成
- 1995年（平成07年）04月07日 - 武道館完成
- 2014年（平成26年）09月01日 - 各教室エアコン設置
- 2016年（平成28年）11月25日 - 校舎外壁塗装工事完了
- 2017年（平成29年）12月18日 - トイレ改修工事完了
- 2021年（令和3年）　01月28日 - 体育館・部室棟外部改修工事完了
- 2022年（令和4年）　03月31日 - エアコン未設置教室増設工事・体育館トイレ改修工事完了

## 年間行事
- 4月　入学式・対面式
- 6月　修学旅行(3年生)・林間学校(2年生)・生徒総会
- 9月　体育祭・生徒会役員選挙
- 10月  あすなろ祭(校内音楽会)
- 3月　3年生を送る会・卒業式

## 部活動

### 運動部
- サッカー部
- 野球部
- 男子ソフトテニス部
- 女子ソフトテニス部
- 男子陸上部
- 女子陸上部
- 男子剣道部
- 女子剣道部
- 柔道部
- 女子バレーボール部
- 男子バスケットボール部
- 女子バスケットボール部
- 男子体操部
- 女子体操部
- 男子卓球部
- 女子卓球部

### 文化部
- 吹奏楽部
- 美術部
- パソコン部

## 生徒会
生徒会本部役員は9人で構成される。生徒会本部役員の任期は1年間、専門委員会の任期は前期(4～9月)・後期(10～3月)がある。

### 専門委員会
- 学級委員会
- 安全委員会
- 図書委員会
- 保健委員会
- 環境美化委員会
- 給食委員会
- 広報委員会
- 体育委員会
- 福祉委員会

#### その他
- 部長会
- 選挙管理委員会

## 制服
男子は学生服、女子はセーラー服である。2019年度から女子生徒用スラックスを選択することができる。
ジャージは学年によって色が異なり、赤・青・緑である。

## 校区小学校
- 本庄市立中央小学校
- 本庄市立本庄南小学校
- 本庄市立北泉小学校